# Zandschildwants
De zandschildwants (Sciocoris cursitans) is een wants uit de familie schildwantsen (Pentatomidae).

## Kenmerken
De zandschildwants is 4,5 tot 6,0 millimeter lang. Ze zijn okerkleurig tot lichtbruin van kleur met donkere vlekken aan de onderkant. Ze hebben een afgeronde kop. Het connexivum (aan de zijkant zichtbare deel achterlijf) is opvallend breed en steekt aan de achterkant ver uit.  

## Verspreiding en habitat
De soort is wijdverspreid in Europa, met uitzondering van het noorden en het oosten naar het zuiden van Siberië en het Nabije Oosten. Ze zijn te vinden in zowel rotsachtige gebieden als gebieden met zandgrond. Hij loopt meestal rond op de bodem verborgen onder de vegetatie.

## Leefwijze
De volwassen zandschildwants overwintert. De vrouwtjes hebben een bijzonder lange levensduur en kunnen na winterslaap tot augustus worden gevonden naast de volwassen dieren van de nieuwe generatie. Ze leggen hun eieren op diverse kruidachtige planten, zoals muizenoor (Hieracium pilosella), voorjaarsganzerik (Potentilla tabernaemontani). Er is echter niets bekend over een bepaalde voorkeur voor een voedingsgewas.